# Jeanne de Harlay
Pour les articles homonymes, voir Harlay.
Jeanne de Harlay, aussi appelée Madame de Saint Georges, est une épistolière française. Elle est dame d'honneur des filles du roi Henri IV. Elle nait vers 1580 et meurt le 28 février 1643. 

## Biographie
Elle est la fille de Robert de Harlay de Sancy, baron de Montglat (parfois écrit Montglas) et de Françoise de Longuejoue, gouvernante des enfants royaux. 
Elle épouse, le 13 octobre 1598, Hardouin de Clermont († 1633), seigneur de Saint Georges, avec qui elle a deux enfants : François de Clermont, marquis de Montglat (1620-1675) et Victor, seigneur de Saint-Georges, Souverain de Delain, baron de Rupt, mort sans alliance.
Elle est dame d'honneur des filles du roi Henri IV : Christine de France (1606-1663), duchesse de Savoie ; Henriette de France (1609-1669), reine d'Angleterre. Elle devient par la suite la gouvernante d'Anne-Marie-Louise d'Orléans, duchesse de Montpensier, fille aînée de Gaston de France, frère de Louis XIII.